# Pomaderris kumeraho
Pomaderris kumeraho är en brakvedsväxtart som beskrevs av Allan Cunningham och Edward Fenzl. Pomaderris kumeraho ingår i släktet Pomaderris och familjen brakvedsväxter. Inga underarter finns listade i Catalogue of Life.